# Пуциней (Долж)
Пуциней (рум. Puținei) — село у повіті Долж в Румунії. Входить до складу комуни Телпаш.
Село розташоване на відстані 188 км на захід від Бухареста, 38 км на північ від Крайови.

## Населення
За даними перепису населення 2002 року у селі проживали 88 осіб, з них 85 осіб (96,6%) румунів. Усі жителі села рідною мовою назвали румунську.